# Harry Rowohlt

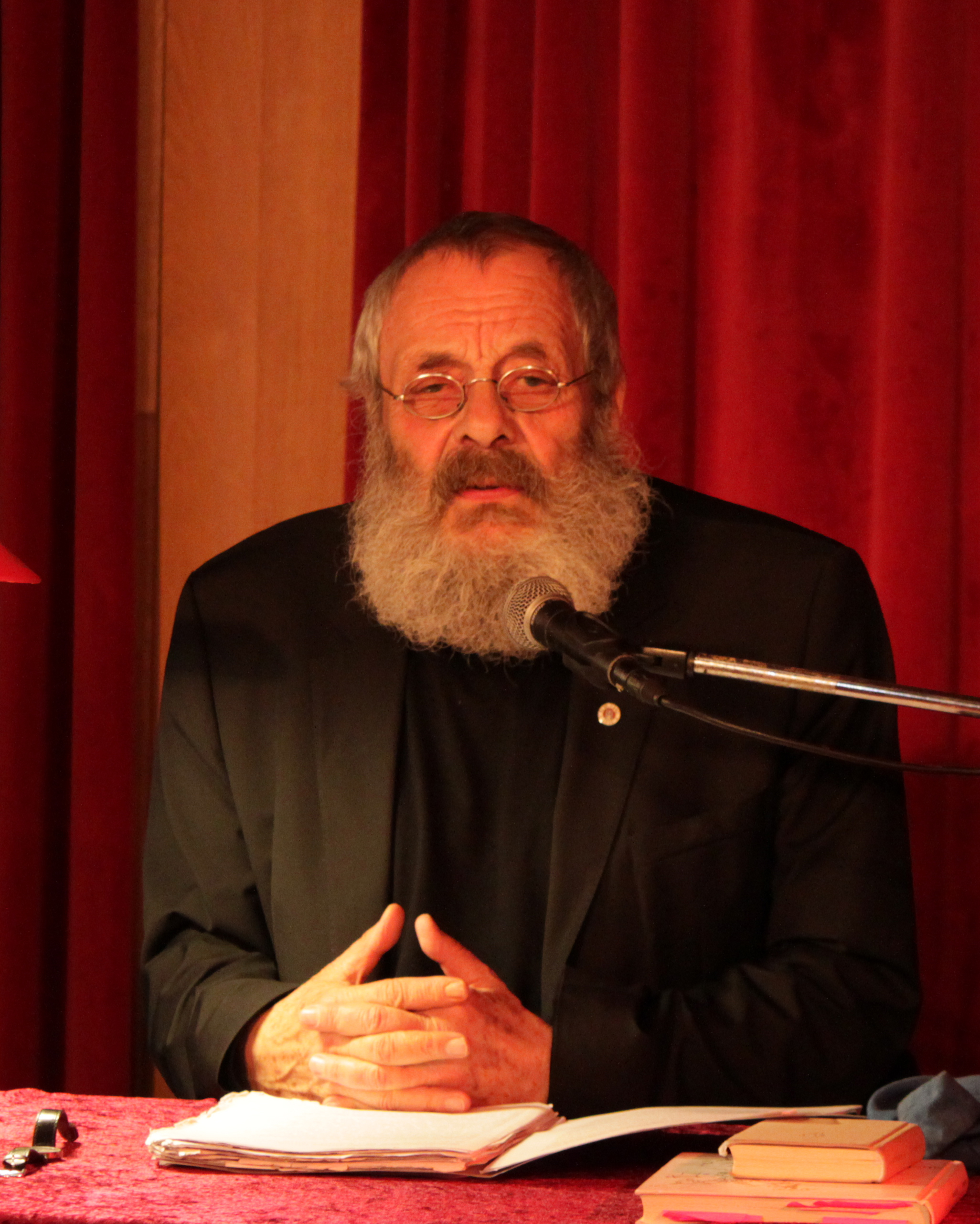
Harry Rowohlt en 2013

Harry Rowohlt (né Harry Rupp, le 27 mars 1945 à Hambourg, et mort le 15 juin 2015 à Hambourg) est un écrivain, chroniqueur, traducteur, comédien et récitant  allemand.

## Biographie
Harry Rowohlt est le fils de l'éditeur Ernst Rowohlt et de l'actrice Maria Rowohlt (de). Il naît durant le troisième mariage de l'actrice avec le peintre Max Rupp (de). Plus tard, elle épouse l'éditeur.
Après son abitur, il entre dans la maison d'édition Suhrkamp Verlag et est bénévole pour celle de son demi-frère Heinrich Maria Ledig-Rowohlt (de), Rowohlt. Après un séjour à New York, il travaille dans une agence de publicité. En 1971, il devient traducteur indépendant depuis l'anglais. Il se fait comme récitant de ses propres traductions et comme l'auteur de l'éditorial Pooh's corner dans Die Zeit, ainsi qu'acteur dans la série télévisée Lindenstraße.
Il hérite de 49 % des parts de l'entreprise de son père mais refuse d'entreprendre. En 1982, les frères vendent leurs parts à Georg von Holtzbrinck Publishing Group.
Il tient son éditorial régulièrement jusqu'en 1998, épisodiquement jusqu'en mars 2013 où il décide de s'arrêter.
Il reçoit le prix Johann Heinrich Voß pour la traduction et le prix Kurd-Laßwitz.
Les lectures de Harry Rowohlt sont réputées pour leur excessivité dans la longueur, les commentaires sur les textes, les remarques décousues, des anecdotes, des récits autobiographiques ou des dialogues avec le public. Parfois il incite à boire pour mieux apprécier le texte.
En 2007, il annonce être atteint par la polyneuropathie, d'où sa difficulté à pouvoir marcher. Après une période d'abstinence, il revient à la lecture en 2009.

## Œuvre
- Pooh's corner – Meinungen und Deinungen eines Bären von geringem Verstand. Heyne, München 1996,  (ISBN 3-453-10849-3)
- Pooh's Corner II – Neue Meinungen und Deinungen eines Bären von geringem Verstand. Haffmans Verlag, 1997,  (ISBN 3-251-00370-4)
- Ich, Kater Robinson. (avec Peter Schössow) Carlsen, Hamburg 1997,  (ISBN 3-551-51460-7)
- Pooh's Corner. (Sammlung beider Bände) Zweitausendeins, Frankfurt 1998; Haffmans Verlag, 2001
- In Schlucken-zwei-Spechte. (avec Ralf Sotscheck) Edition TIAMAT, Berlin 2002,  (ISBN 3-89320-053-3)
- John Rock oder der Teufel. Kein & Aber, Zürich 2004,  (ISBN 978-3-0369-5248-2)
- Der Kampf geht weiter. Schönen Gruß, Gottes Segen und Rot Front – Nicht weggeschmissene Briefe. Kein & Aber, Zürich 2005,  (ISBN 3-0369-5133-4)
- Der Große Bär und seine Gestirne. Freunde und Weggefährten grüßen, dichten und malen zum 60. Geburtstag von Harry Rowohlt. Kein & Aber, 2005,  (ISBN 978-3-0369-5134-8)
- Pooh's Corner complett. Zweitausendeins, Frankfurt 2005, dritte Ausgabe der Sammlung beider Bände anlässlich des 60. Geburtstag des Verfassers mit Beigabe „Der Harry-Rowohlt-Rabe“ (Der Rabe Nr. 64),  (ISBN 3-86150-547-9)
- Hipphopp – Die hohe Schule der Roßmalerei mit feinen Pferdeversen. (avec Rudi Hurzlmeier) Zweitausendeins, Frankfurt 2008,  (ISBN 978-3-86150-823-6)
- Gottes Segen und Rot Front – Nicht weggeschmissene Briefe zweiter Teil. Kein & Aber, Zürich 2009
- Pooh's Corner 1997–2008: Meinungen und Deinungen eines Bären von geringem Verstand. Kein & Aber; Auflage: 1 (1. Oktober 2009)

### Édition en français
- L'odyssée du chat Robinson, traduction de Ich, Kater Robinson, Albin Michel jeunesse, 1991

## Source, notes et références
- (de) Cet article est partiellement ou en totalité issu de l’article de Wikipédia en allemand intitulé « Harry Rowohlt » (voir la liste des auteurs).

1. ↑  Ein Mann, ein Wort, ein Brummen - zum 60. Geburtstag von Harry Rowohlt, Süddeutsche Zeitung, 22. März 2005
2. ↑  „Ich erzähle mir selber was“ - Interview mit Harry Rowohlt, Buchjournal, 12. Juni 2004
3. ↑  Lesung fällt aus, Die Tageszeitung, 23. Juni 2007
4. ↑  „Viermal pro Jahr die Kante geben“, Die Tageszeitung, 12. Oktober 2009